# Бакли, Терри
Терренс Оуэн Бакли (англ. Terrence Owen Buckle;  24 августа 1940, Симко, провинция Онтарио, Канада — 10 сентября 2020 года, Уайтхорс, территория Юкон, Канада) —  клирик Англиканской церкви Канады, 10-й епископ и 2-й архиепископ Юкона с 1995 по 2010 год, митрополит Британской Колумбии и Юкона с ноября 2005 по сентябрь 2009 года.

## Биография
Родился 24 августа 1940 года в Симко. Окончил колледж инструкторов Церковной Армии и Уиклиф-колледж в Торонто. В 1962 году стал евангелистом Церковной Армии и получил назначение на место приходского ассистента в церкви Святого Филиппа в Этобико. В следующем году женился на Бланш Бакли, в браке с которой стал отцом шестерых детей. До 1966 года был директором внутреннего прихода церкви Малой Троицы в Торонто.
Бакли был действующим офицером Церковной Армии: в 1966—1970 годах в церкви Воскресения Христова в Холмане, в 1970—1972 годах в миссии Святого Георгия в Кеймбридж-Бей и в 1972—1975 годах в миссии Святого Давида в Форт-Симпсоне. В мае 1973 года он был рукоположён в сан диакона, а в ноябре 1973 года — в сан священника. С 1973 по 1988 год служил настоятелем церкви Вознесения в Инувике (с 1975 по 1982 год был также региональным деканом Нижнего Маккензи), а затем архидиаконом Лиарда. С 1988 по 1993 год был настоятелем собора Святой Троицы в Йеллоунайфе. В 1993 году был возведён в епископы и поставлен суффраганом диоцеза Арктики. 17 сентября 1995 года возглавил диоцез Юкона. С ноября 2005 по сентябрь 2009 года был митрополитом Британской Колумбии и Юкона.
31 августа 2010 года ушёл на покой, но продолжил выступать с проповедями по всей стране, входил в совет директоров пороговых министерств и министерств обновления англиканской церкви. В июне 2018 года Бакли отказался от служения в Англиканской церкви Канады и перешёл в Англиканскую сеть Канады — епархию Англиканской церкви в Северной Америке. Причиной перехода послужило несогласие с официальной позицией Англиканской церкви Канады, разрешившей церковное благословение однополых браков. Он продолжал жить и служить в Уайтхорсе, в Юконе в качестве епископа на покое до своей смерти от рака 10 сентября 2020 года.